# 하모니 코린
하모니 코린(Harmony Korine, 1973년 1월 4일 ~ )은 미국의 영화 감독, 영화 프로듀서, 영화 각본가, 배우, 사진가, 작가이다.

## 작품 목록
- 키즈 (1995; 각본)
- 구모 (1997)
- 줄리언 돈키보이 (1999)
- 켄 파크 (2002; 각본)
- 미스터 론리 (2007)
- 트래쉬 험퍼스 (2009)
- 스프링 브레이커스 (2012)
- 더 비치 범 (2019)
- 어그로 드ㄹ1프트 (2023)